# Pavel Hruška
Pavel Hruška (11. únor 1941, Zlín – 18. prosinec 2017, Leinfelden-Echterdingen) byl československý atlet, běžec, který se specializoval na střední tratě. Byl spoludržitelem českého rekordu ve štafetě na 4 × 800 metrů (7:19,6 – 22. června 1966, Londýn).

## Kariéra

### Začátky
S atletikou začínal ve Spartaku Uherské Hradiště (1959–1963), poté byl členem oddílů Dukla Praha (1963–1964), TJ Gottwaldov (1965). Působil také ve VŠ Praha (1966–1967) a v klubu TŽ Třinec (1968). V roce 1967 reprezentoval v jednom mezistátním utkání.

### Evropské halové hry
Zúčastnil se druhého a třetího ročníku evropských halových her (předchůdce halového ME v atletice), kde zaznamenal své největší úspěchy. V roce 1967, kdy se evropské halové hry konaly v Praze na Výstavišti, ve sportovní hale (dnes Tipsport arena) získal bronzovou medaili v kombinované štafetě na 1500 metrů (1+2+3+4 kola). Společně s Pavlem Pěnkavou a Petrem Bláhou vybojoval stříbrné medaile také ve štafetě na 3×1000 metrů.
O rok později na EHH v Madridu uspěl znovu ve štafetě na 3×1000 metrů, kde vybojoval s Janem Kasalem a Miroslavem Jůzou bronzové medaile.